# Ożerielje
Ożerielje (ros. Ожерелье) – mikrorejon miasta Kaszyra. Do 16 listopada 2015 samodzielne miasto w Rosji, w obwodzie moskiewskim, 125 km na południe od Moskwy. W 2015 liczyło 10 292 mieszkańców.